# Mary of the Movies

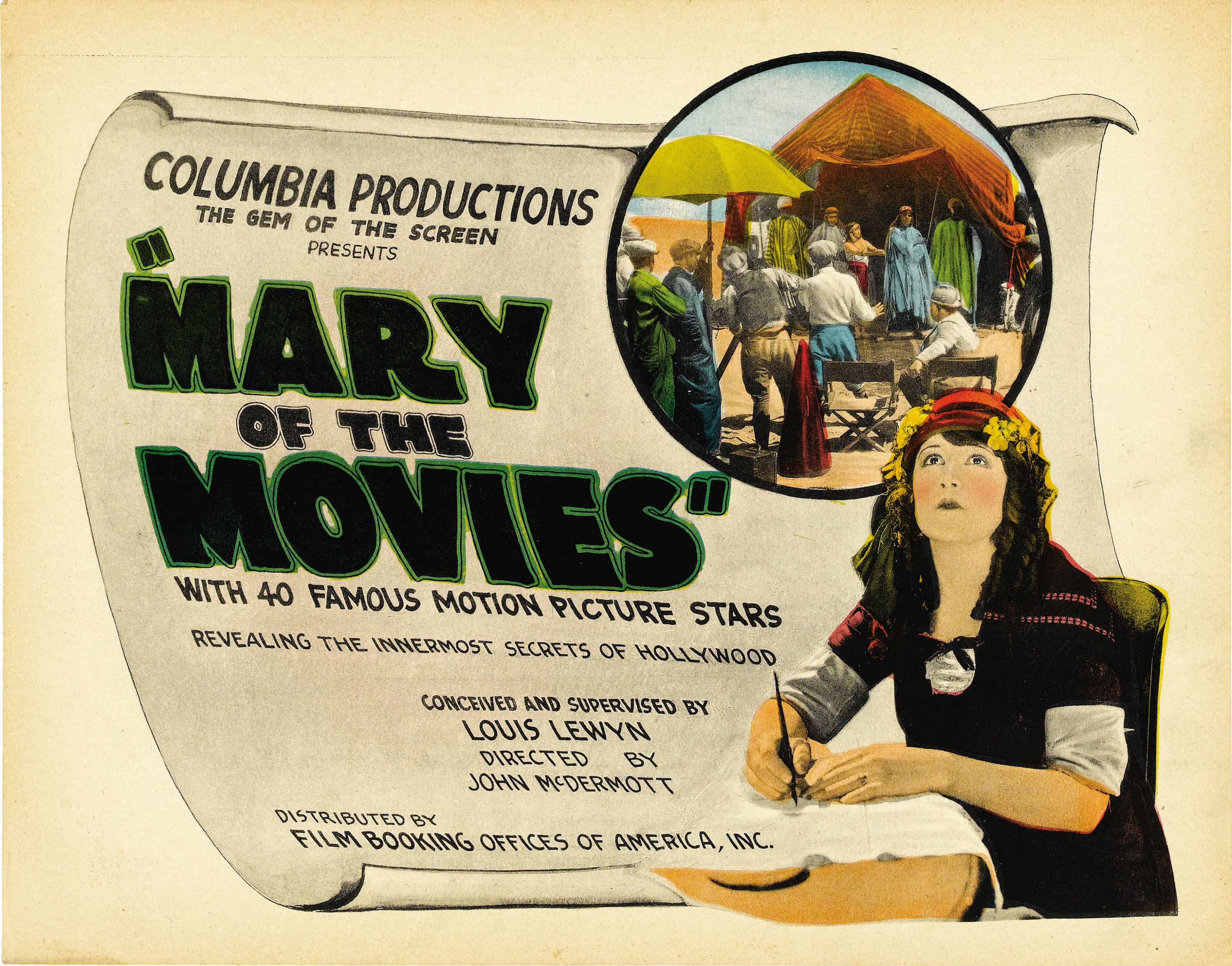
Carte promotionnelle du film.

Mary of the Movies est un film américain partiellement autobiographique basé sur la carrière de Marion Mack, réalisé par John McDermott, et sorti en 1923.

## Synopsis
Mary, une fille de la campagne, se rend à Hollywood pour devenir une star et gagner de l'argent pour pouvoir payer l'opération de son frère. Elle rencontre de nombreuses stars du cinéma, mais a du mal à trouver du travail.

## Fiche technique
- Réalisation : John McDermott
- Scénario : Louis Lewyn, Marion Mack[1]
- Producteurs : Louis Lewyn, Jack Cohen
- Photographie : George Meehan, Vernon L. Walker
- Production : Columbia Pictures
- Durée : 6 ou 7 bobines
- Date de sortie : 
  - États-Unis : 22 mai 1923

## Distribution
- Marion Mack : Mary[2],[3]
- Florence Lee : sa mère
- Mary Kane : sa sœur
- Jack Perrin : Jack son frère
- Harry Cornelli : « Lait » Mayle, le facteur
- John Geough : Reel S. Tate
- Raymond Cannon : Oswald Tate, son fils
- Ray Hanford : le vieil homme
- Rosemary Cooper : Jane
- Creighton Hale : le garçon
- Francis McDonald : James Seiler
- Henry Burrows : le producteur
- John McDermott : le directeur

Apparitions
- David Butler
- Marjorie Daw
- Elliott Dexter
- Louise Fazenda
- Alec B. Francis
- Wanda Hawley
- Rex Ingram
- J. Warren Kerrigan
- Barbara La Marr
- Edward LeSaint
- Bessie Love
- Douglas MacLean
- Tom Moore
- Carmel Myers
- ZaSu Pitts
- Herbert Rawlinson
- Anita Stewart
- Estelle Taylor
- Rosemary Theby
- Maurice Tourneur
- Richard Travers
- Johnnie Walker
- Bryant Washburn